# Albuca kirkii
Albuca kirkii là một loài thực vật có hoa trong họ Măng tây. Loài này được (Baker) Brenan mô tả khoa học đầu tiên năm 1954.